# Хасбулатов Руслан Імранович
Руслан Імранович Хасбулатов (рос. Руслан Имранович Хасбулатов, чеч. Хасболтера Ӏимранан кӏант Руслан; 22 листопада 1942, Грозний, Чечено-Інгушська АРСР — 3 січня 2023) — російський політичний діяч, вчений і публіцист, член-кореспондент РАН (1991), останній голова Верховної Ради Російської Федерації.

## Біографія
Після депортації чеченців був переселений до Казахстану.
У 1965 році закінчив юридичний факультет МДУ, у 1970 році закінчив аспірантуру економічного факультету.
У 1970 році на засіданні спеціалізованої вченої ради МДУ захистив кандидатську дисертацію, у 1980 році — докторську дисертацію.
З 1978 року викладає в Російському економічному університеті імені Плеханова.
Під час перебудови був членом наукової ради Бюро Ради Міністрів СРСР з питань соціального розвитку.
4 березня 1990 обраний народним депутатом РРФСР.
5 червня 1990 — 29 жовтня 1991 — перший заступник голови Верховної Ради РРФСР.
З 10 липня 1991 року — в.о. голови Верховної Ради РРФСР.
З 29 жовтня 1991 року — голова Верховної Ради Російської Федерації.
У вересні 1992 року на річний термін обраний Головою Ради Міжпарламентської асамблеї держав — учасниць СНД.
З 1994 року — завідувач кафедри світової економіки в Російському економічному університеті імені Плеханова.
Помер 3 січня 2023 року приблизно о 19:00 (мск) на 81-му році життя у себе на дачі в селищі Ольгине Можайського міського округу Підмосков'я.
5 січня 2023 році в Грозному відбулася церемонія прощання з політиком. Похований у родовому селі Толстой-Юрт.

## Нагороди
- Медаль «За трудову доблесть» (1986)
- Заслужений діяч науки Російської Федерації (2008)
- Почесний доктор Університету імені Бар-Ілана (1992, Ізраїль)